# Ram muay

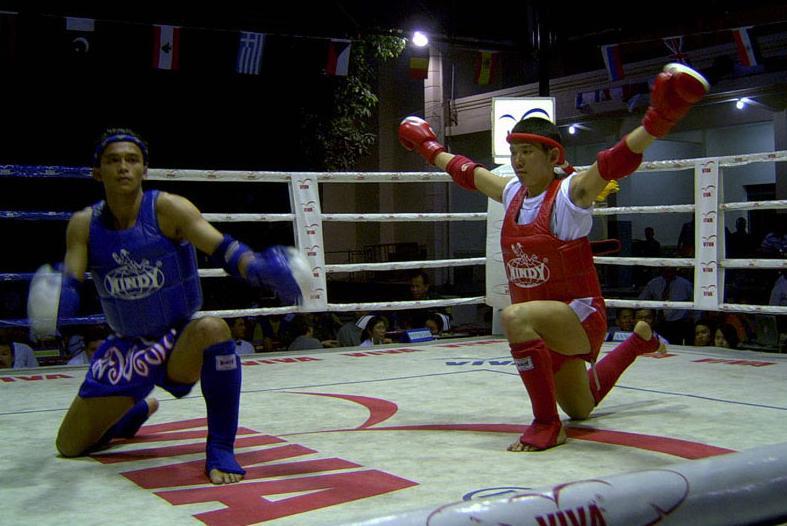
Ram muay

O ram muay é uma dança ritualística tailandesa realizada no inicio que cada confronto de muay thai. Uma tradição desde há várias gerações, esta dança remonta desde o Reino de Ayutthaya, a qual acompanhada por uma música também característica dessa arte marcial, o Sarama. É comum que o ram muay seja precedido e acompanhado pelo wai kru uma vez que ambos os rituais definem o retribuir de uma homenagem e respeito aos seus treinadores, país, amigos e sobretudo ao apelo a uma ou mais figuras lendárias do muay thai, por forma a alcançarem protecção divina e sorte. Ensinada apenas aos lutadores de muay thai, o ram muay é originalmente praticado com um tradicional objeto sagrado, o mongkon que é utilizado na cabeça do lutador até ao término do ram muay, para que a disputa tome início. Em cada região da Tailândia é ensinada uma dança relativamente distinta, sendo que o ram muay define também o local de onde os lutadores são originários, assim como o representante da respetiva escola, ou seja, o seu professor (Kru). A sua terminologia deriva das palavra tailandesas ram que significa dança e muay que significa luta, formando assim o termo ram muay.